# John F. Foulkes

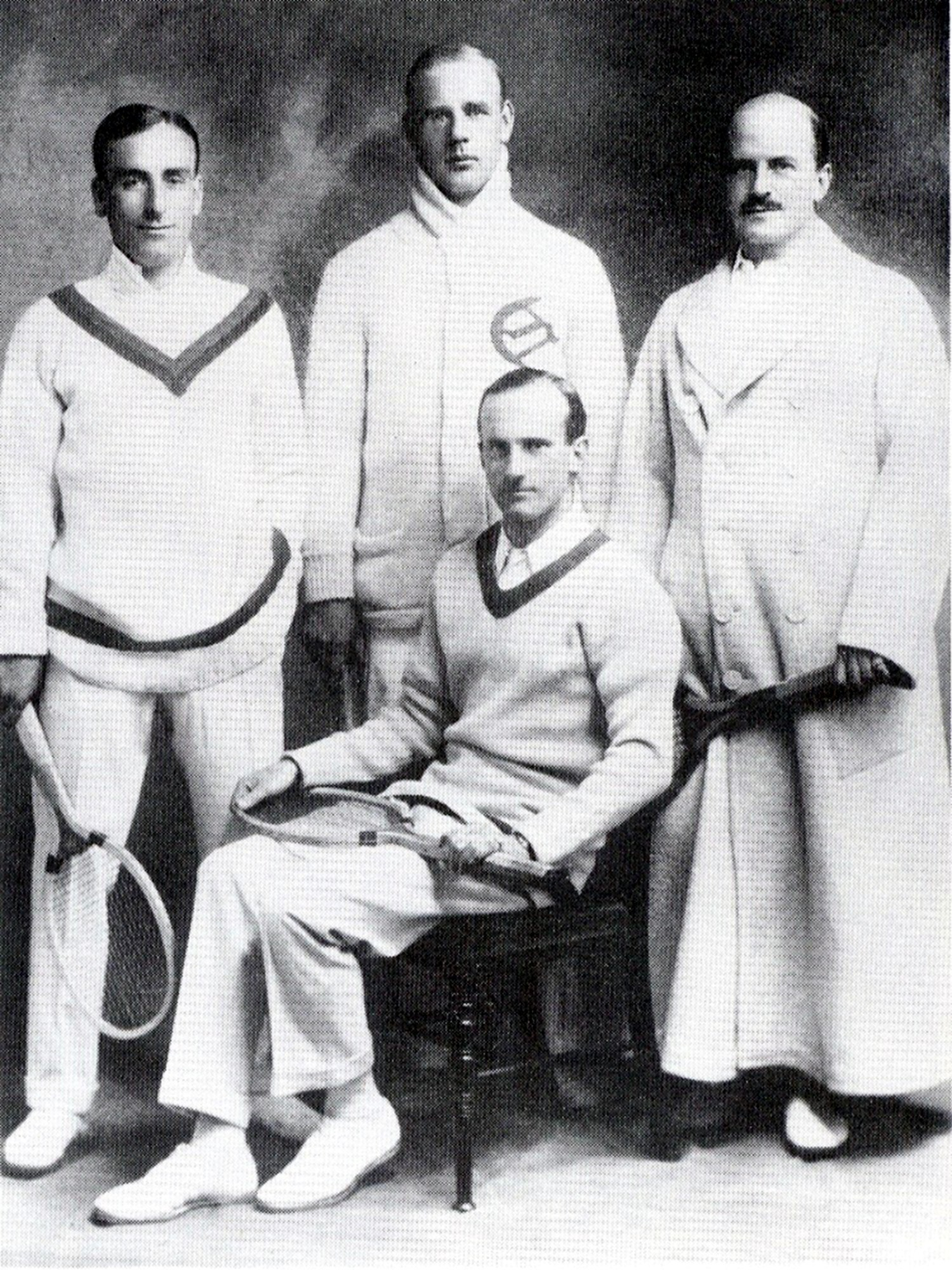
Foulkes (rechts) als Teil des kanadischen Davis-Cup-Teams 1913

John Fortescue Foulkes (auch Captain Foulkes genannt; * 10. Juli 1872 in Marylebone, England; † 22. Juni 1948 in Hayling Island, England) war ein kanadischer Tennisspieler.

## Persönliches
Foulkes Eltern waren Augustine Lempriere Foulkes und Francesca Forster (geborene Godfrey). Sein Vater promovierte am Queen’s College und war Pfarrer in Steventon. Er hat drei Brüder (Godfrey, Luis und Leonard) sowie zwei Schwestern (Francesca und Catherine).
Am 2. Dezember 1899 heiratete er Margeret May Thomas (* 1879) und hatte mit ihr zwei Kinder, Fortescue Lempriere Foulkes (* 1900) und Francesca May Foulkes (* 1902).

## Sportliche Laufbahn
1891 zog Foulkes nach Kanada und fing dort an Turniere zu spielen. In den Jahren 1907, 1909 und 1910 gewann er die kanadischen Meisterschaften, wobei die Quellen sich dabei nicht einig sind. Er nahm 1908 am Tenniswettbewerb der Olympischen Sommerspiele in London teil. Im Einzel gewann er zum Auftakt gegen Roelof van Lennep, ehe er in der nächsten Runde John Richardson unterlag. Im Doppel trat er mit seinem Landsmann Robert Branks Powell an und schied im ersten Match aus.
Zum größten Erfolg seiner Karriere avancierte der Finaleinzug der kanadischen Davis-Cup-Mannschaft beim Davis Cup 1913, wenngleich er selbst in keinem Match zum Einsatz kam. Es war der erste Einzug ins Finale für Kanada.

## Militärische Laufbahn
Foulkes diente in der kanadischen Armee im Zweiten Burenkrieg. Ihm wurde dort die Queen’s South Africa Medal verliehen. Fortan wurde er häufig als Captain Foulkes bezeichnet. Auch während des Ersten Weltkriegs diente er in der 4. kanadischen Division, nunmehr im Rang eines Majors. Für seine Dienste wurde ihm das Ritterkreuz der Ehrenlegion verliehen. Er war dreimal Mentioned in dispatches und erhielt 1919 den Distinguished Service Order.